# 摩爾斯米爾 (阿拉巴馬州)
摩爾斯米爾（英語：Moores Mill）是一個位於美國阿拉巴馬州麥迪遜縣的非建制地區和人口普查指定地區。根據2010年美國人口普查，該地人口為5,682人，而該地的面積約為35.66平方千米。

## 地理
摩爾斯米爾的座標為34°49′50″N 86°31′13″W / 34.83056°N 86.52028°W，而該地最高點為海拔高度210米（即689英尺）。